# Angeli dell'inferno sulle ruote
Angeli dell'inferno sulle ruote (Hells Angels on Wheels) è un film del 1967 diretto da Richard Rush.

## Trama
Poet, un giovane benzinaio decide di unirsi ad una banda di motociclisti, che con le loro motociclette passano dal distributore di benzina dove lavora Poet. Ma, il loro capo nasconde un segreto: infatti si diverte a maltrattare donne, dimostrandosi violento e lunatico. Poet si scontra con lui, provocandone la morte.